# Comuna de Trzebieszów
Trzebieszów (polaco: Gmina Trzebieszów) é uma gminy (comuna) na Polónia, na voivodia de Lublin e no condado de Łukowski. A sede do condado é a cidade de Trzebieszów.
De acordo com os censos de 2004, a comuna tem 7606 habitantes, com uma densidade 54,2 hab/km².

## Área
Estende-se por uma área de 140,45 km², incluindo:
- área agrícola: 80%
- área florestal: 14%

## Demografia
Dados de 30 de Junho 2004:
|                      | Total   | Total | Mulheres | Mulheres | Homens  | Homens |
| -------------------- | ------- | ----- | -------- | -------- | ------- | ------ |
|                      | pessoas | %     | pessoas  | %        | pessoas | %      |
| População            | 7606    | 100   | 3727     | 49       | 3879    | 51     |
| Densidade (pop./km²) | 54,2    | 100   | 26,5     | 26,5     | 27,6    | 27,6   |

De acordo com dados de 2002, o rendimento médio per capita ascendia a 1451,73 zł.

## Subdivisões
- Borki, Celiny, Dębowica, Dębowierzchy, Dworszczyzna, Gołowierzchy, Hanoneja, Jakusze, Karwów, Kolonia Gołowierzchy, Kolonia Kurów, Koniec, Kurów, Leszczanka, Mikłusy, Mikłusy-Kolonia, Nalesie, Nart, Nogawica, Nurzyna, Obelniki, Opłotki, Płudy, Pod Strugą, Podkarwów, Podostrów, Podtrzebieszów, Popławy, Przycz, Rąbież, Rogale, Ryndy, Salamony, Sierakówka, Sokół, Szaniawy-Matysy, Szaniawy-Poniaty, Szczepanki, Świercze, Trzebieszów, Trzebieszów Drugi, Trzebieszów Pierwszy, Trzebieszów-Kolonia, Wierzejki, Wierzejki-Kolonia, Wilcza, Wólka Konopna, Wylany, Wylany-Kolonia, Zabiałcze-Kolonia, Zadróżki, Zagóra, Zakieszcze, Zamoście, Zaolszynie, Zapłocie, Zastawie, Zaulaski, Zawólcze, Zembry.

## Comunas vizinhas
- Kąkolewnica Wschodnia, Łuków, Międzyrzec Podlaski, Zbuczyn